# Prelazia Territorial de Yauyos
A Prelazia Territorial de Yauyos (Prælatura Territorialis Yauyosensis) é uma jurisdição eclesiástica da Igreja Católica, localizada na cidade de Yauyos, em Lima, no Peru.
A prelazia foi formada em 12 de abril de 1957 pelo papa Pio XII, com território desmembrado da Arquidiocese de Lima, e em 1962 foi anexada a província civil de Cañete.
O atual prelado, monsenhor Ricardo García García, foi nomeado pelo papa João Paulo II em 12 de outubro de 2004. A sede do prelado é a Catedral da Virgem da Assunção.
A prelazia tem 21 paróquias em 2013, abrange cerca de 12 257 km² em que vivem 239.000 pessoas, das quais 232 841 são católicas, ou 97,4% da população, e são servidas por 55 sacerdotes.

## História
A sede prelaciosa foi erigido pelas Cartas Apostólicas "Expostulanti Venerabili" do papa Pio XII em 12 de abril de 1957,
 desmembrando o território da arquidiocese de Lima que consistia nas províncias civis de Yauyos e Huarochirí. Desde o início, o papa encomendou as funções pastorais da prelatura ao Opus Dei. Em 24 de março de 1962, por meio do Decreto Apostólico nº 370/60, a província civil de Cañete foi anexada e, em 15 de junho do mesmo ano, a sede foi transferida para a cidade de Cañete. Em 1971, o Seminário Maior foi erguido. Na sua visita à América, São Josemaría Escrivá de Balaguer visitou a prelatura em 1974.

## Liderança
|                | Nome                                   | Período   | Notas                         |        |
| Bispos         | Bispos                                 | Bispos    | Bispos                        | Bispos |
| -------------- | -------------------------------------- | --------- | ----------------------------- | ------ |
| 4º             | Ricardo García García                  | 2004–     | Atual                         |        |
| 3°             | Juan Antonio Ugarte Pérez              | 1997–2003 | Nomeado Arcebispo de Cuzco    |        |
| 2º             | Luis Sánchez-Moreno Lira               | 1968–1996 | Nomeado Arcebispo de Arequipa |        |
| 1º             | Ignacio María de Orbegozo y Goicoechea | 1957–1968 | Nomeado Bispo de Chiclayo     |        |
| Bispo auxiliar |                                        |           |                               |        |
|                | Juan Antonio Ugarte Pérez              | 1991–1997 | Elevado a Bispo diocesano     |        |

## Paróquias
- Cañete

1. Nuestra Señora de la Asunción de Chilca
2. San Antonio
3. San Pedro de Mala
4. Omas
5. San Luis - Cerro Azul
6. San Vicente Mártír
7. San José
8. Nuestra Señora del Carmen de Herbay Alto
9. Nuestra Señora del Carmen de Imperial
10. Nuestra Señora de la Asunción de Cerro Alegre
11. Nuestra Señora del Rosario de Quilmaná
12. Sagrado Corazón de Jesús de Nuevo Imperial
13. Santiago Apóstol de Lunahuaná
14. San Francisco de Asis de Pacarán

- Yayuto

1. Nuestra Señora de la Asunción de Huarochirí
2. Del Espíritu Santo de Antioquía
3. Santo Domingo de Yauyos
4. Santiago de Quinches
5. Alis - Tomas
6. Santo Toribio de Viñac

- Huarochir

1. Nuestra Señora de la Asunción de Huarochirí
2. Del Espíritu Santo de Antioquía

## Santuários
- Santuário Madre del Amor Hermoso: foi inaugurado em 31 de maio de 1991, festa da Visitação de Nossa Senhora a sua Prima Santa Isabel, pelo Núncio, Dom Luigi Dossena.

## Seminário
Em 19 de março de 1971, o segundo Bispo da Prelazia de Yauyos, Dom Luis Sánchez-Moreno Lira, criou o Seminário Maior "San José".